# Blue Foundation
Blue Foundation é uma banda dinamarquesa de música eletrônica que ficou conhecida principalmente pelo álbum Sweep of Days, onde a faixa Sweep faz parte da trilha sonora de Miami Vice. O grupo ganhou mais fama na atualidade com o álbum Life of a Ghost trazendo a faixa Eyes on Fire, tema do filme Twilight.

## Membros

### Formação atual
- Tobias Wilmer - vocal, baixo, guitarra, programação, sintetizador, percussão, produtor, engenharia
- Bo Rande - trompete, teclados, sintetizador, percussão

### Ex-integrantes
- Daisuke Kiyasu – vj (2003–2006)
- Anders Bertram – guitarra  (2000–2002)
- Tatsuki Oshima – manipulão vinyl  (2003–2007)
- Scott Martingell – spoken word  (2003–2008)
- Kirstine Stubbe Teglbjærg – vocales  (2000–2005, 2007–2008)
- Frederik Hantho – spoken word  (2000–2002)
- Hans Landgreen – guitarra, baixo  (2009–2010)
- Mathias Hantho – violão, banjo  (2009–2010)
- Christoffer Ohlsson – cello  (2003–2006)
- Sune Martin – baixo  (2003–2007)
- Anders Wallin – baixo  (2007–2008)
- Nikolaj Bundvig – bateria  (2006–2007)
- Emil Bernild Ferslev – bateria  (2000–2001)
- Lasse Herbst – bateria  (2007–2008)

## Discografia

### Álbuns
- In My Mind I Am Free (2012)
- Life of a Ghost (2007)
- Solid Origami (lançado no Japão) (2006)
- dead people's choice (2006)
- Sweep of Days (2004)
- Blue Foundation (2001)
- Wiseguy & Hollywood (2000)

### EP's/Singles
- Enemy (2007)
- Sweep (2007)
- Sweep (Jim Rivers remix) (2006)
- Dead Peoples Choice (2006)
- Crosshair (Virgin/Dead Peoples Choice) (2005)
- Ricochet (Nicka & Asle remix) // As I Moved On (Run Jeremy Remix) (2005)
- LIVE at Vega: End of the Day // Lovesong (2005)
- This is Goodbye (2005)
- Embers (2004)
- End of the Day (2003)
- As I Moved On - no iTunes Store esta faixa é conhecida também como Rise (2003)
- Embers (Jack To Phono/Kudos records) (2003)
- Bassment // Old Days (Jacques Laverne records) (2003)
- Jack to Phono EP – incluindo Abstract Movement part 2 (Jacques Laverne Records) (2001)
- Alis (DJ Klock) (2000)
- Hollywood, Wiseguy (April Records) (1999)
- Hollywood, Hide (Moshi Moshi) (1999)

### Compilações
- Sequential vol. 2 (Hernan Cattaneo remix) (2007)
- Paris (Global Underground) (2007)
- Who Shot Jacques Laverne? (Jacques Laverne Records) (2004)
- Benetton’s Colors (2003)
- Fauna Flash (Blue Foundation remix) (2003)
- Warp Factor (King Kladze Records/Time Warp)

### Outras participações
- Sweep no filme Miami Vice
- Eyes On Fire no filme Twilighte na série the vampire diaries
- Save This Town na série The O.C.

## Ligaçoes externas
- Site oficial (em inglês)
- Blue Foundation no My Space
- Blue Foundation no Last.fm